# Louis-Claude Daquin
Louis-Claude Daquin (4. července 1694 – 15. června 1772) byl francouzský barokní hudební skladatel, varhaník a cembalista. Narodil se v Paříži v rodině D'Acqiunů, původem italských Židů. Jeho otcem byl malíř Claude Daquin a matkou Anne Tiersant. Svoje hudební nadání projevoval již od dětství – od šesti let hrál pro krále Ludvíka XIV., ve dvanácti se stal varhaníkem v pařížském kostele Sainte-Chapelle. V roce 1755 se stal vrchním varhaníkem v Notre Dame. Jeho patrně nejznámější dílo je skladba Le Coucou – Kukačka z třetí knihy čembalové suity Pièces de clavecin (Skladby pro čembalo).

## Dílo
Dochovaly se 4 suity pro čembalo, kantáta, air, rukopis dvou mší, Te Deum, Miserere, Leçons de Ténèbres (Poučení z temnoty) a Nouveau livre de noëls z roku 1757 (Nová kniha vánočních skladeb pro varhany a čembalo), která obsahuje koledy a improvizace.

### Nouveau livre de noëls
- I. Noel, sur les jeux d’Anches sans tremblant: «À la venuë de Noël»
- II Noel, en dialogue, Duo, Trio, sur le cornet de récit, les tierces du positif et la pédalle de Flûte: «Or nous dites Marie»
- III Noel en Musette, en Dialogue, et en Duo: «Une bergère jolie»
- IV Noel en Duo, sur les jeux d’Anches, sans tremblant: «Noël, cette journée»
- V Noel en Duo: «Je me suis levé» or «Ô jour glorieux»
- VI Noel, sur les jeux d’Anches, sans tremblant, et en Duo: «Qu’Adam fut un pauvre homme»
- VII Noel, en Trio et en Dialogue, le cornet de récit de la main droitte, la Tierce du Positif de la main gauche: «Chrétiens qui suivez l’Église»
- VIII Noel Étranger, sur les jeux d’anches sans tremblant et en Duo: «?» (foreign carol, perhaps Italian)
- IX Noel, sur les Flûtes: «Noël pour l’amour de Marie» and «Chantons, je vous prie»
- X Noel, Grand jeu et Duo: «Quand Dieu naquit à Noël» or «Bon Joseph, écoutez-moi»
- XI Noel, en Récit en Taille, sur la Tierce du Positif, avec la Pédalle de Flûte, et en Duo: «Une jeune Pucelle»
- XII Noel Suisse, Grand jeu, et Duo: «Il est un p'tit l’ange» or «Ô Dieu de clémence»